# گورگن ملکونیان
گورگن گارنیکی ملکونیان (ارمنی: Գուրգեն Գառնիկի Մելքոնյան؛ زادهٔ ۱۰ آوریل ۱۹۵۷) یک فرد نظامی و سیاستمدار اهل ارمنستان است که از تاریخ ۲۰۲۱ تا کنون سمت نمایندگی دوره هشتم مجلس ملی جمهوری ارمنستان را برعهده دارد. وی پیشتر که از تاریخ تا تاریخ سمت معاونت وزیر دفاع جمهوری ارمنستان را برعهده داشت. 

## زندگی‌نامه
در  ۱۰ آوریل ۱۹۵۷ در روستای مولالو به دنیا آمد و از انستیتو کشاورزی روستوف-نا-دونو (۱۹۸۳) فارغ‌التحصیل شد. وی همچنین برنده مدال مارشال باقرامیان، نشان صلیب رزمی (ارمنستان) (درجه یک) و نشان وارتان مامیکونیان مقدس شده است.

## یادداشت
1. ↑  Դոնի Ռոստովի գյուղատնտեսական ինստիտուտ